# Kościół św. Doroty w Trzcinicy
Kościół św. Doroty w Trzcinicy – gotycki, drewniany, dawniej parafialny obecnie kościół filialny pod wezwaniem św. Doroty. Należy do Parafii Przemienienia Pańskiego w Trzcinicy. Położony jest w centrum miejscowości na niewielkim wzniesieniu, oddalony około 400 m od drogi krajowej nr 28 odcinek Jasło - Gorlice.
Jest to jeden z najstarszych kościołów drewnianych w Polsce. Charakterystyczną cechą trzcinickiej świątyni jak i nieopodal stojącego przez wieki kościoła św. Mikołaja z Bączala Dolnego jest wyjątkowa wysmukłość i harmonijność proporcji.
Obiekt znajduje się na szlaku architektury drewnianej województwa podkarpackiego (Trasa VIII).

## Historia
Obecnie znajdujący się kościół drewniany w Trzcinicy wzniesiony został w 1551. Świadczy o tym data budowy wyryta na nadprożu i powtórzona na lewym węgarze portalu południowego. Prawdopodobnie nie jest to pierwszy kościół w tym miejscu i przed nim stała tu wcześniejsza, drewniana świątynia niewielkich rozmiarów. Inicjatorką budowy kościoła była Zofia z Marszowic Ocieska, a fundatorem jej mąż Jan Ocieski ówczesny podkanclerzy koronny, starosta biecki. Ociescy byli w tym czasie tenutariuszami Trzcinicy jako własności królewskiej. W dniu 5 lutego 1557 kościół został konsekrowany przez biskupa Andrzeja Zebrzydowskiego (bądź jego sufragana Andrzeja Spota) i nadano mu wezwanie św. Doroty.
Kościół na przestrzeni wieków był kilkukrotnie restaurowany i odnawiany. Już pod koniec XVI wieku do elewacji zachodniej dobudowano wieżę, którą silnie przekształcono na początku XX wieku. XIX wiek przyniósł kolejne zmiany. W latach 1800–1806 namalowano nową polichromię na istniejącej XVI-wiecznej. W 1857 dobudowano w miejscu kruchty południowej kaplicę Matki Boskiej z dwukondygnacyjną nastawą ołtarzową z arkadą wejściową od portalu południowego. Cały obiekt oszalowano. 16 maja 1903 kościół nawiedził biskup Józef Sebastian Pelczar. Gontowy dach kościoła wymieniono na blaszany w 1911. W 1907 zbudowano murowaną dzwonnicę parawanową z dzwonem Florian, a 6 sierpnia 1911 poświęcono dwa nowe dzwony: Paulinę i Barbarę, fundacji Klominków - właścicieli trzcinickiego browaru. Te trzy dzwony zarekwirowano na potrzeby wojenne w 1917 r. Cztery nowe dzwony: Stanisław, Józef, Barbara i Dorota, poświęcone 28 maja 1920 przez biskupa Józefa Fischera, zostały zarekwirowane w roku 1941. Kolejne trzy dzwony zakupiono w 1951 ze składek parafian. Są to: Maryja (96 kg), Jan Chryzostom (150 kg) oraz Maryja Królowa Polski (242 kg).  W latach 30. XX wieku odnowiono polichromię. W latach 1984–87 wzniesiono we wsi nowy murowany kościół parafialny, gdzie na sygnaturce zawieszono mały dzwon. Ale nie zapomniano o starym zabytkowym kościółku.
W latach 1995–2010 dzięki osobistemu zaangażowaniu proboszcza parafii Stanisława Bałuckiego przeprowadzono kompleksowe prace konserwatorskie w kościele, obejmujące zabytkowe elementy budowlano-architektoniczne, ruchome wyposażenie wnętrza i ścienną dekorację malarską. Z prac budowlanych wykonano między innymi: w 1996 wymieniono podmurówkę i dębowe podwaliny, uzupełniono ściany nowym budulcem, oszalowano kościół gontem. Rok później zakonserwowano więźbę dachową i pokryto dach gontem. W następnych latach przeprowadzono rekonstrukcję portalu zachodniego i drzwi, ułożono nową podłogę, kamienne posadzki i odbudowano drewniane ogrodzenie kościoła. Wewnątrz odkryto pierwotną polichromię figuralno-ornamentalną z Sądem Ostatecznym na ścianie prezbiterium, monumentalną postacią św. Krzysztofa na północnej ścianie nawy, kasetonową dekoracją stropu nawy i rzędem dwunastu apostołów z Chrystusem na parapecie chóru muzycznego. Wykonana archaiczną i rzadką techniką kazeiny wapiennej pochodzi z okresu od połowy XVI do połowy XVII wieku. Efektem prac konserwatorskich jest wyeksponowanie pierwotnych walorów architektonicznych i artystycznych tego niewątpliwie pomnika kultury narodowej jakim jest kościół w Trzcinicy.
W 1995 dla parafii odlano nowy, jubileuszowy dzwon, z okazji 600 lecia istnienia wsi. Nosi imię św. Doroty, patronki parafii. Waży 420 kg, i wydaje ton h'.

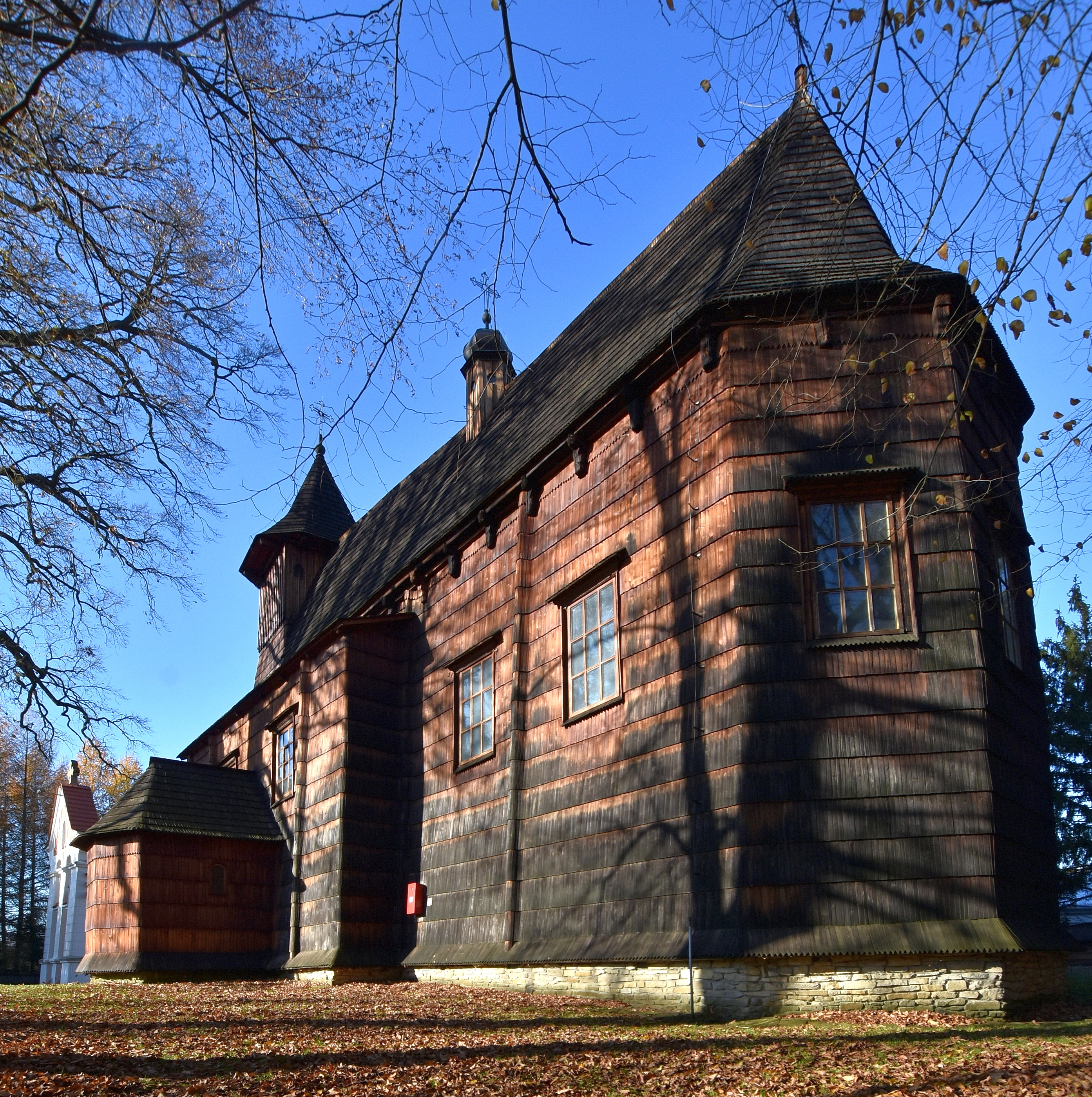
Widok od strony prezbiterium
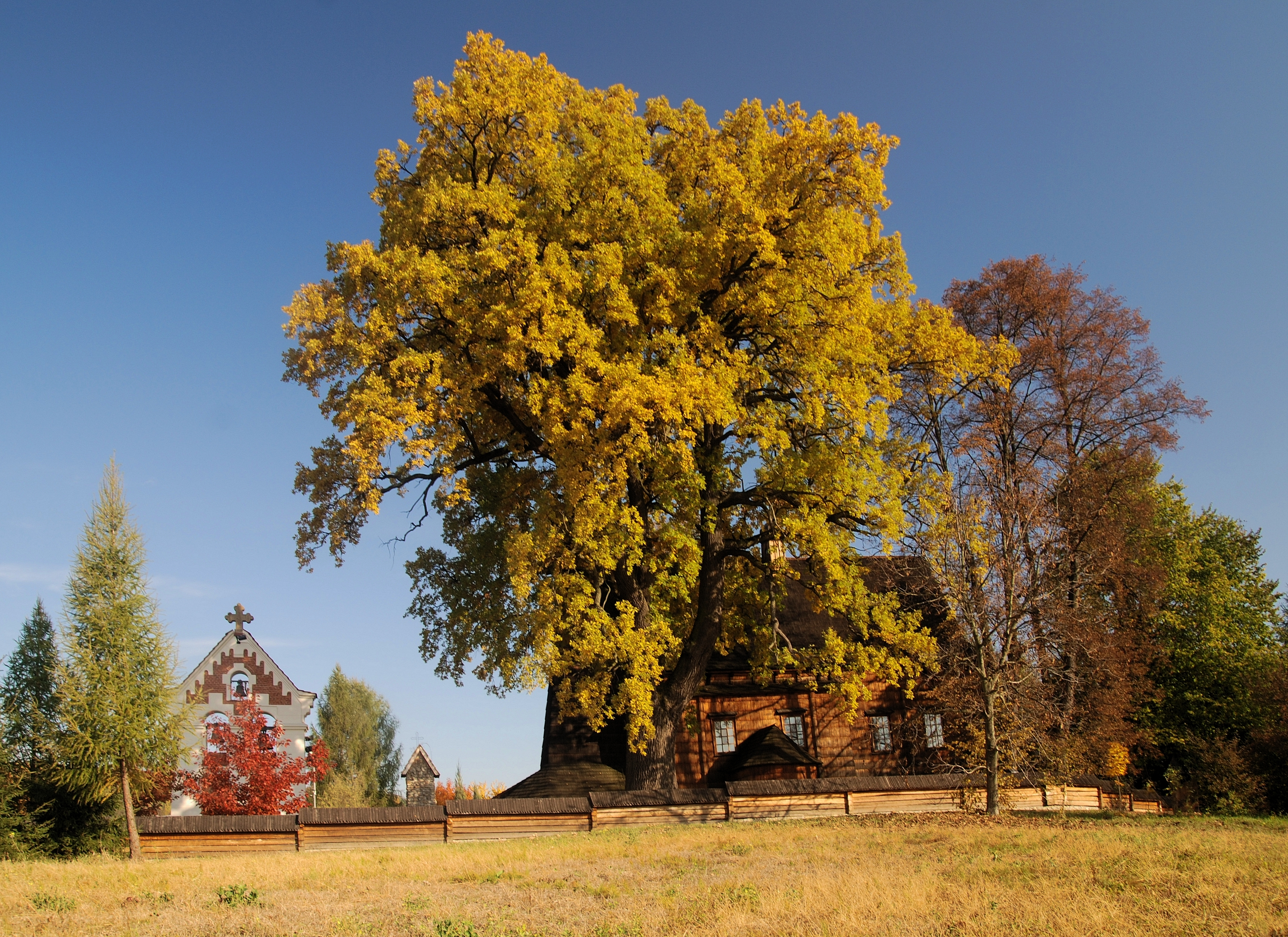
Widok ogólny
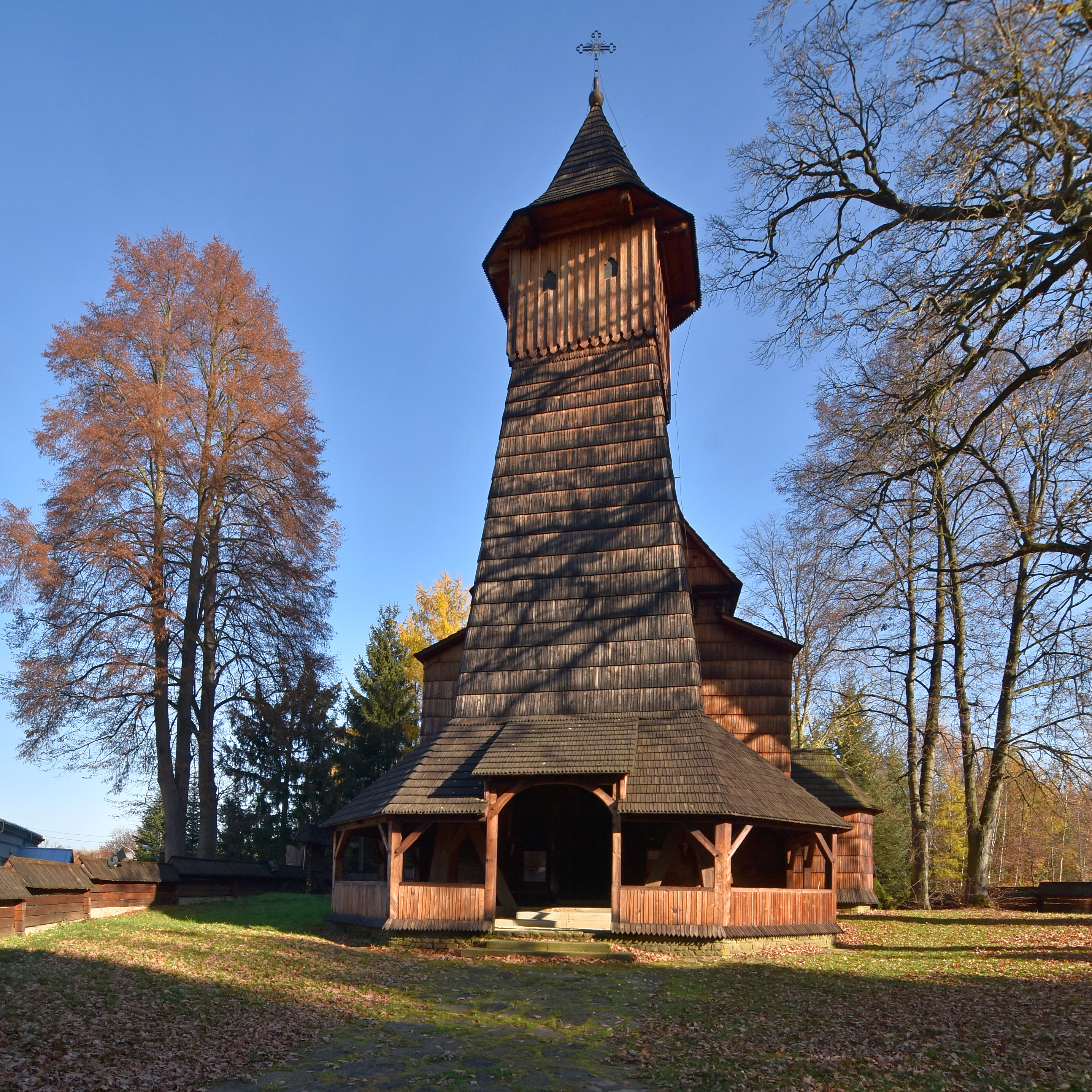
Elewacja południowa

## Architektura i wyposażenie
Kościół wybudowano w tradycji gotyckiej, jednonawowy, orientowany, konstrukcji zrębowej o łączeniach na zamek kryty z czopem. Ściany z ciosanego drewna jodłowego ułożono na dębowej podwalinie. Posiada niemal kwadratową nawę i zamknięte trójbocznie prezbiterium. Do prezbiterium od strony północnej przylega zakrystia na planie wydłużonego prostokąta (niepowiększona od średniowiecza). Okna nawy i prezbiterium zamknięte łukiem w kształcie oślego grzbietu. Wieża słupowo-ramowa z izbicą zakończona ostrosłupowym hełmem, otoczona w przyziemiu otwartymi sobotami.
Więźba dachowa posiada typowe dla gotyku przemiennie zestawione wiązary. Kościół posiada dach dwuspadowy o wspólnej kalenicy nad nawą i prezbiterium tzw. system więźbowo-zakrzynieniowo-zaczepowy. Całość pokryta gontem. Na kalenicy sygnaturka o baniastej kopule.
Wnętrze oświetlone jest zgodnie z gotycką tradycją tylko oknami od strony południowej i wschodniej. Pierwotnie kościół posiadał dwa wejścia, od zachodu i południa. Portal południowy zamieniony został na arkadę wejściową do dobudowanej później kaplicy Matki Bożej. Dwuskrzydłowe drzwi z XV wieku w portalu zachodnim zachowały do dzisiaj gotyckie kowalskie okucia o motywach rombowo-liściastych. Wnętrze przekryte jest stropami płaskimi. Wewnątrz kościoła zachowała się cenna polichromia: renesansowa z XVI i manierystyczna z XVII wieku.
Na wyposażenie kościoła składają się:
- ołtarz główny, dwa ołtarze boczne z XVIII wieku, ambona z drugiej połowy XVIII wieku i dwa obrazy wotywne św. Anny i św. Stanisława z początku XIX wieku fundacji Anny z Siemieńskich i Stanisława Jabłonowskich, właścicieli wsi
- organy z przełomu XVII i XVIII wieku
- gotycka grupa pasji na belce tęczowej
- chrzcielnica z początku XIX stulecia
- nagrobek Stanisława Jabłonowskiego z 1806 r. umieszczony na południowej ścianie prezbiterium, zwieńczony urną w kształcie antycznej wazy

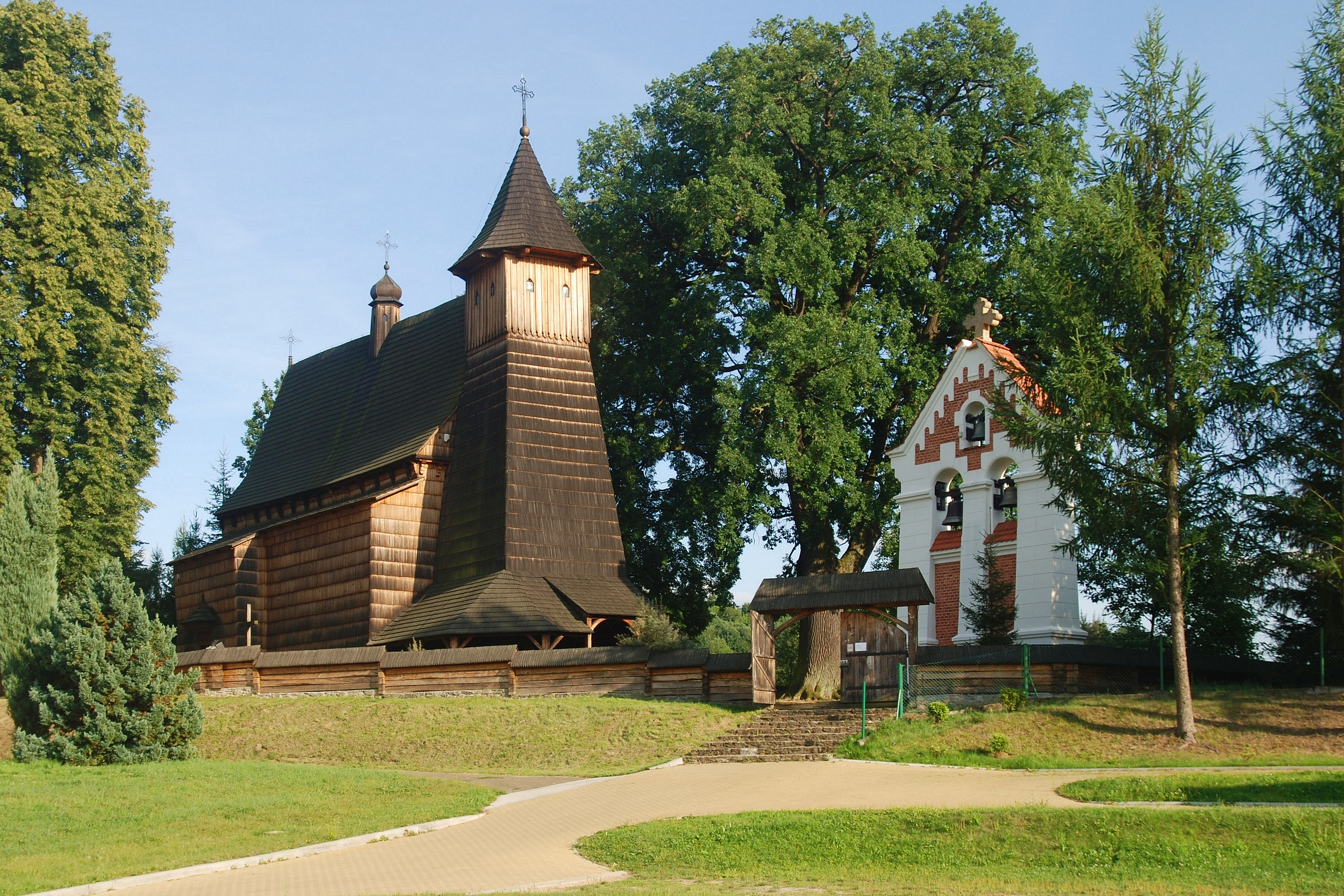
Elewacja zachodnia
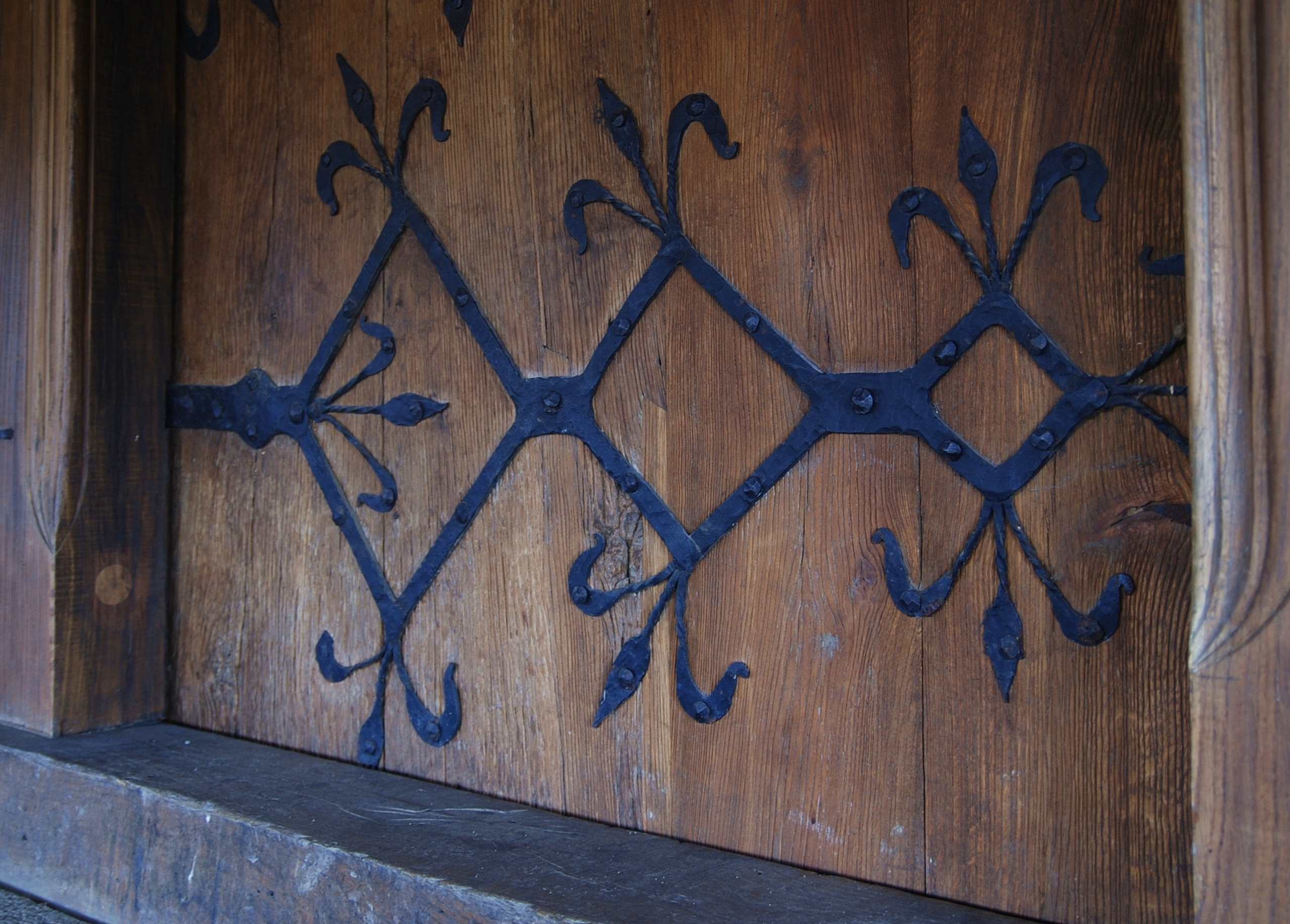
Drzwi główne
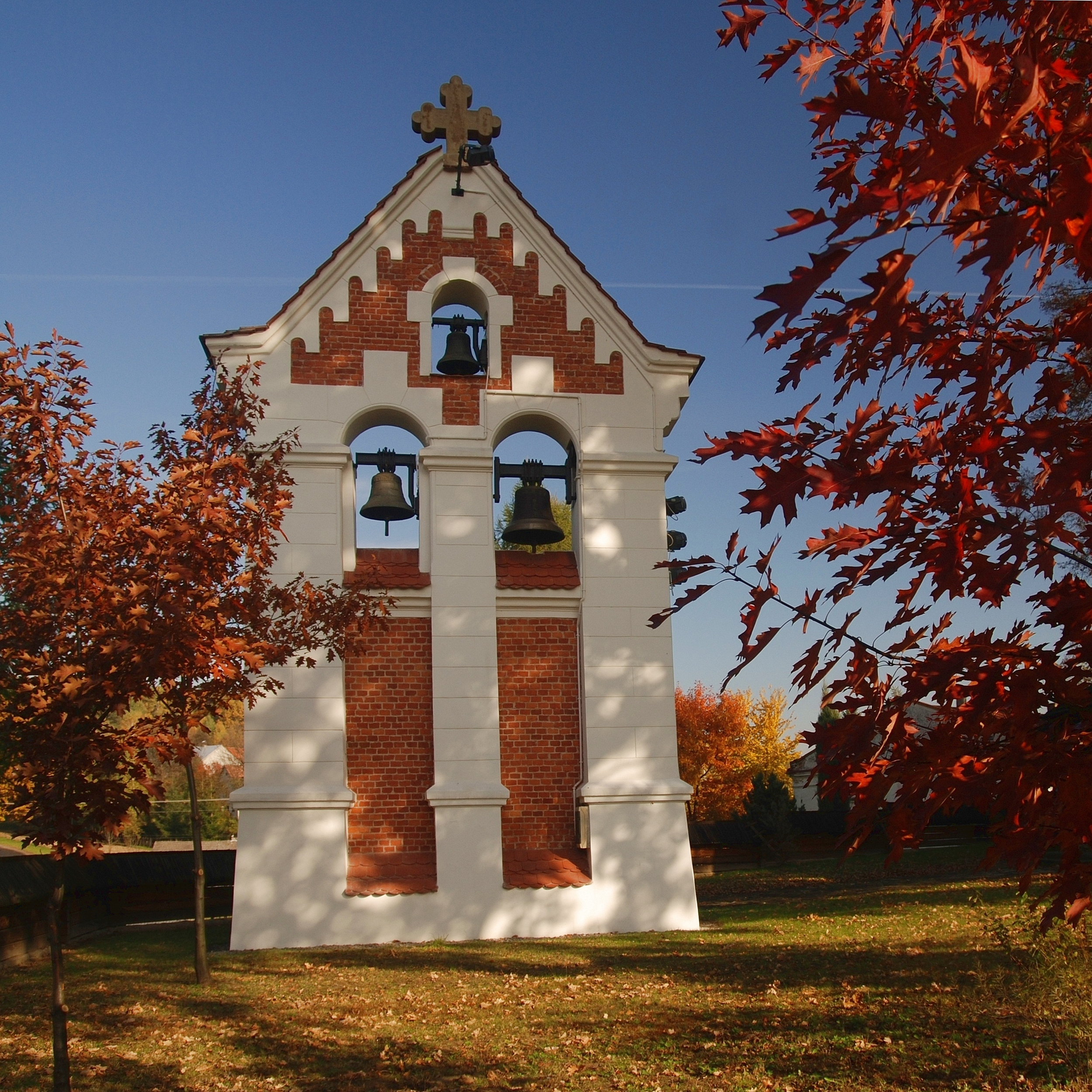
Dzwonnica

## Wokół kościoła
W otoczeniu kościoła stoi murowana dzwonnica parawanowa z 1907, figura Matki Boskiej postawiona w 1994 dla upamiętnienia dawnych parafian spoczywających wokół świątyni i dwa potężne dęby. Teren przykościelny jest ogrodzony drewnianym płotem.

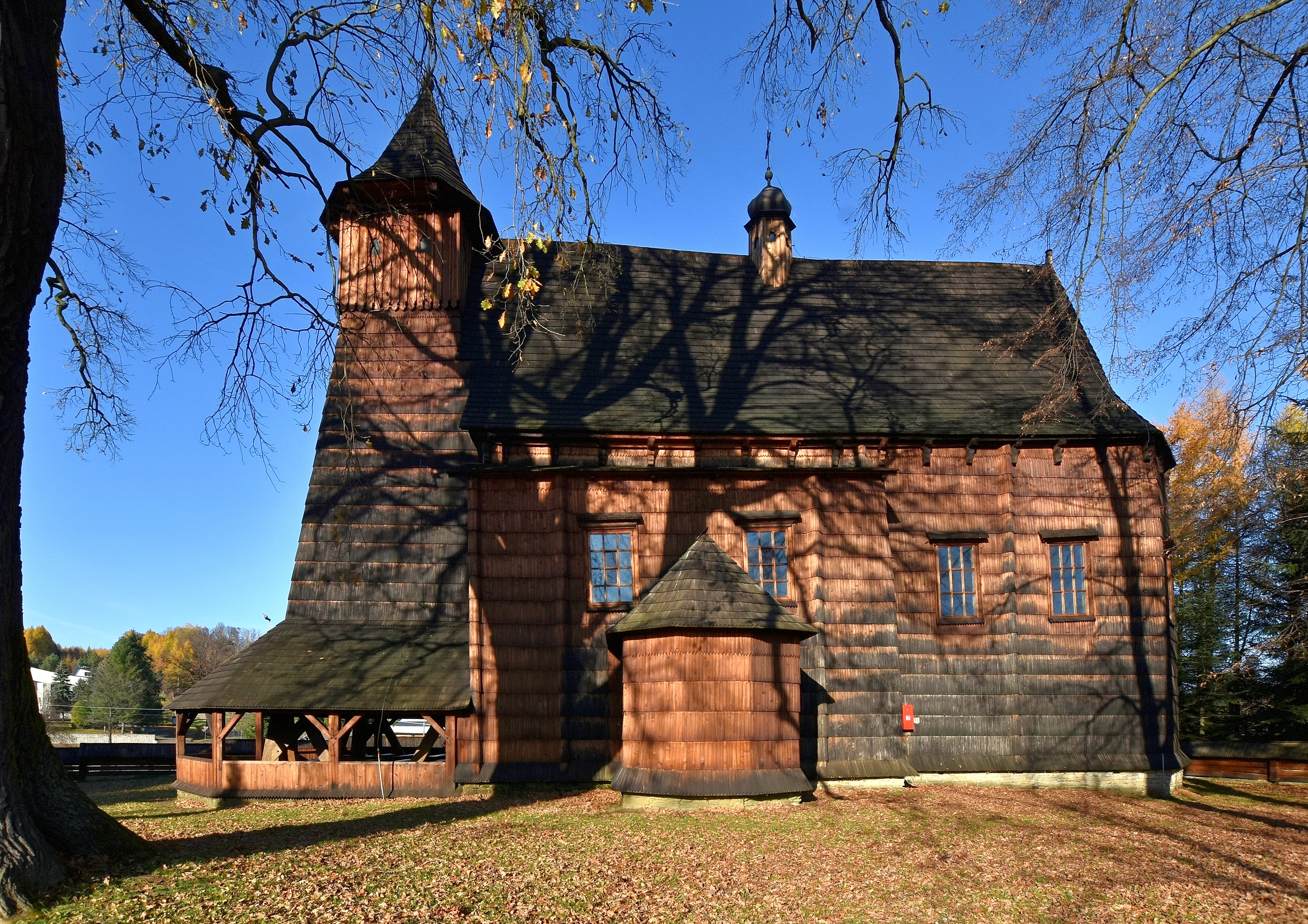
Elewacja wschodnia
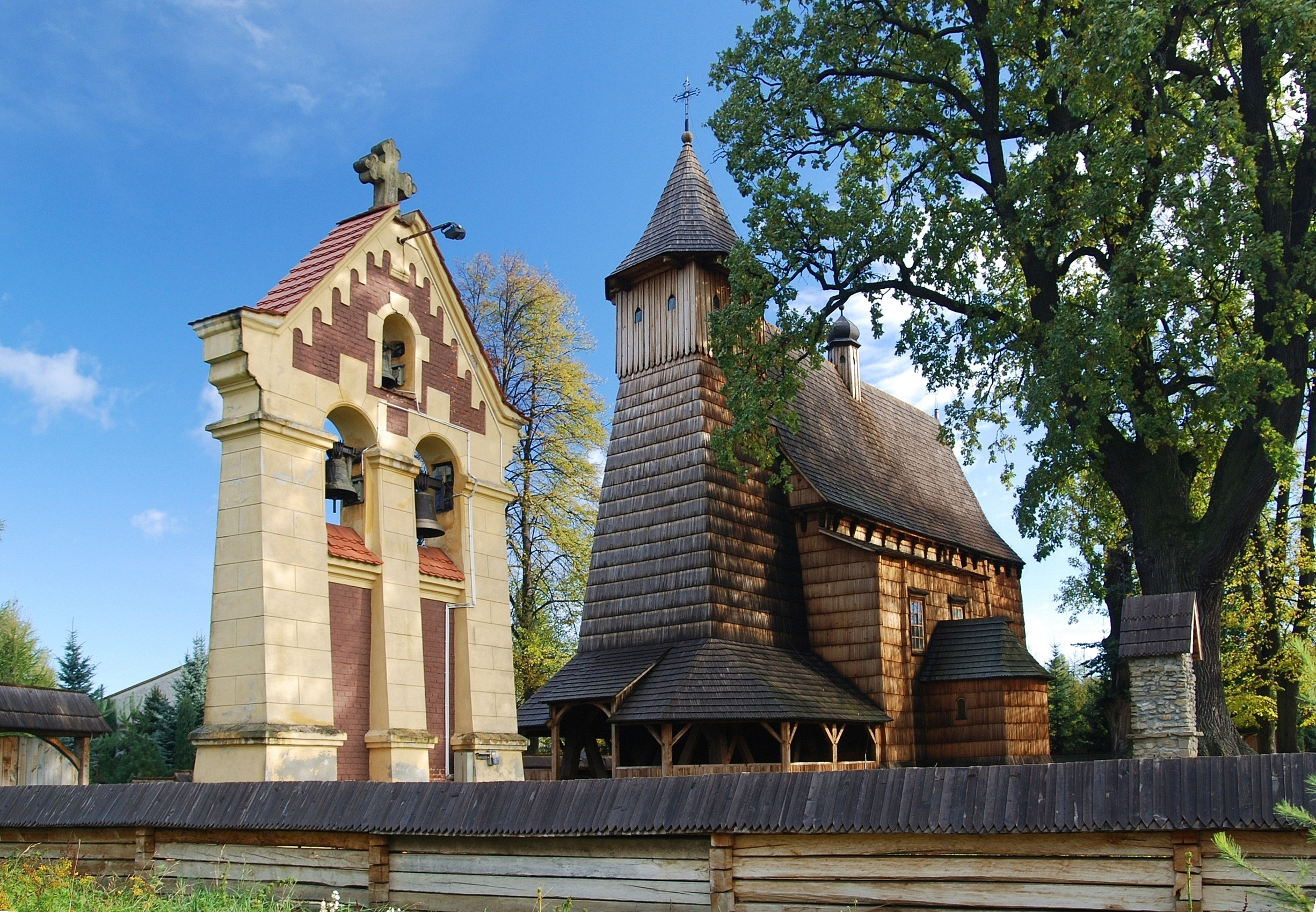
Letnią porą
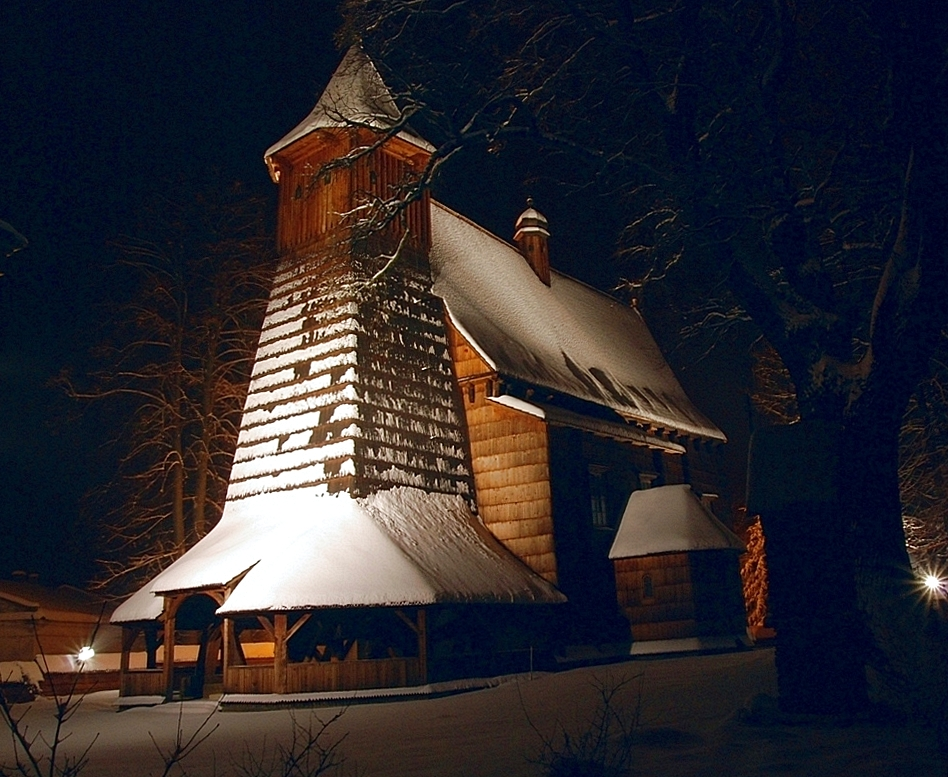
Nocą